# Tatort: Vergessene Erinnerung
Vergessene Erinnerung ist ein vom NDR produzierter Fernsehfilm aus der Krimireihe Tatort und wurde am 31. Januar 2010 im Programm Das Erste zum ersten Mal gesendet. Für die Hauptkommissarin des Landeskriminalamts Niedersachsen Charlotte Lindholm ist es der 16. Fall.
Diese 755. Tatort-Folge führt die Kriminalhauptkommissarin durch einen Autounfall in ein geheimnisvolles Dorf. Alle halten zusammen, kennen sich, und Lindholms Unfall ist der Auslöser für eine späte Rache an einem Brüderpaar.

## Handlung
Als Charlotte Lindholm auf den Rückweg von einer Tagung ist, stehen plötzlich ein Mann und ein Kind in einer roten Jacke mitten auf der Straße. Obwohl Lindholm ausweicht und gegen einen Baum prallt, liegt jemand regungslos am Boden. Doch auch Lindholm ist angeschlagen und verliert die Besinnung. Als sie im Krankenhaus wieder aufwacht, kann sie sich an die letzten zehn Stunden nicht erinnern. So sucht sie die Bruchstücke zusammen und quartiert sich in dem Dorf Volsum ein. Alle, die sie fragt, streiten ab, dass da irgendjemand auf der Straße gelegen hätte, doch Lindholm findet einen Mantelknopf an der Unfallstelle. So befragt sie nach und nach weitere Dorfbewohner und hält es für möglich, dass die Tierärztin, da sie als Ersthelferin mit am Unfallort war, ihr ein Mittel gespritzt hat, das die retrograde Amnesie bei ihr erzeugt haben könnte.
Sie weiß mitunter nicht, ob sie wirklich die Realität sieht oder nur halluziniert. So sieht sie immer wieder die Kinder des Dorfes in roten Jacken. Doch es stellt sich dabei heraus, dass die Kinder tatsächlich alle in diesen Jacken herumlaufen, die sie vom Sportverein bekommen haben. Die Bewohner und auch Lindholm stellen fest, dass die Ermittlerin eine verblüffende Ähnlichkeit mit Erika Wollner hat, die zusammen mit ihrem Mann Albert vor acht Jahren bei einem Unfall ums Leben gekommen ist. Markanterweise ereignete sich dieser Unfall an derselben Stelle wie der von Lindholm. Wollners Sohn Franz, der den Unfall überlebte, wurde von der Tierärztin adoptiert, da sie eine enge Freundin seiner Mutter war. Er ist seit dem Unfall gehörlos und hat zwei erwachsene Halbbrüder, Swen und Knut.
Knut Wollner wird plötzlich in seiner Wohnung erschossen. Er hatte in letzter Zeit ein größeres Grundstücksgeschäft vor und war nicht sehr beliebt im Dorf, da er allen die Grundstücke für sein Geschäft abkaufen wollte. Er behauptete, wie sein Bruder Swen einen Biogemüseanbau beginnen zu wollen. Aber es stellt sich heraus, dass der versuchte Landkauf mit Erdgasfeldern zu tun hatte, die hier unter Tage liegen und einen großen Gewinn versprechen.
An der Stelle, an der Lindholm den Unfall hatte, werden ein Ölfleck gefunden, der einen Blutfleck überdecken sollte, sowie eine Patronenhülse. Und in einem nahe gelegenen Moor wird die Leiche des Mannes mit einer Schusswunde gefunden, zu dessen Mantel der gefundene Knopf passt. Die Identität des Toten führt zu dem niederländischen Drogenhändler Nardac, der als V-Mann für eine holländische Drogenfahnderin arbeitet, die schon längere Zeit als Geschäftsfrau getarnt im Dorf Quartier bezogen hat.
Als dann auch noch Swen Wollner mit einem Schuss in der Brust im Wald aufgefunden wird, überschlagen sich die Ereignisse. Lindholms Sohn David, der sich zusammen mit Martin Felser ebenfalls in Volsum aufhält, wird von Tamma von Heuven entführt, die eigentlich Polizistin sein sollte, aber ganz offensichtlich die Seiten gewechselt hat. Sie fordert die zwei Tonnen Cannabis, die sie bereits bei Swen Wollner bezahlt hatte. Sein Biogemüse erstreckte sich eben auch bis hin zu diesem illegalen Cannabisanbau. Da es seit Tagen in dem Dorf von Polizei nur so wimmelte, konnte sie ihre Ware nicht abholen. Jetzt, wo auch noch ihr Lieferant erschossen wurde, rekrutiert sie kurzerhand Lindholm, damit sie sich darum kümmere, dass sie ihre Ware bekommt. Als Druckmittel setzt sie David ein, da sie davon ausgeht, dass Lindholm alles für das Wohl ihres Kindes tun wird.
Lindholm bittet Franz Wollner um Hilfe, da sie weiß, dass er von dem Cannabisanbau Kenntnis hat. Franz führt Lindholm in eine unterirdische Hanfplantage und zu einem Bunker. Ein fast voll beladener LKW steht in der Lagerhalle, den sie kurzerhand in Betrieb setzt und bis zur niederländischen Grenze fährt. Dort wartet bereits Tamma, die Lindholm mit der Waffe bedroht und auch bereit ist zu schießen. Ein rettender Schuss kommt unerwartet von Horst Randers, der vom Waldrand aus die Situation klärt und wieder verschwindet. So stellt sich heraus, dass er auch all die anderen erschossen hatte. In der Nacht als Lindholm den Unfall hatte, wurde Franz von Nardac verfolgt. Der Drogendealer hatte herausgefunden, dass einige Jugendliche des Dorfes mit Cannabis handeln wollten. Da er aber keine Konkurrenz in seinem Revier duldete, hatte er Franz bedroht und Horst Randers hat ihn daraufhin erschossen, um den Jungen zu retten, der ihm, wie schon seine Mutter, sehr ans Herz gewachsen ist. Als er dann die Ähnlichkeit von Lindholm mit Franz‘ Mutter sah, kam die Vergangenheit wieder an die Oberfläche. Nach dem tödlichen Unfall der Wollners hatte Randers herausgefunden, dass Swen und Knut, die Halbbrüder von Franz, den Wagen manipuliert hatten, um vorzeitig an ihr Erbe zu kommen. Randers wollte nur die Gerechtigkeit wiederherstellen, damit Franz das Erbe bekommt, was ihm zustand, und außerdem waren seine Brüder dafür verantwortlich, dass er nie einen Vogel würde singen hören, da er bei dem Unfall auch sein Gehör verloren hatte.

## Hintergrund
Der Film wurde vom NDR und Studio Hamburg unter dem Arbeitstitel Die Suche nach der verlorenen Zeit, Bauernopfer und Erbe, wem Erbe gebührt in Hannover, Bad Zwischenahn, Bockhorn, Varel und Oldenburg gedreht.

## Rezeption

### Einschaltquoten
Die Erstausstrahlung von Vergessene Erinnerung am 31. Januar 2010 wurde in Deutschland insgesamt von 9,70 Millionen Zuschauern gesehen und erreichte einen Marktanteil von 25,50 Prozent für Das Erste.

### Kritik
Rainer Tittelbach von tittelbach.tv schreibt über die „kühle Hannoveraner [sic] LKA-Frau“: „In ‚Vergessene Erinnerung‘ dauert es, bis sie wieder zu alter Form aufläuft. Der Mord bringt sie wieder nach vorn. Weg mit der Halskrause! Und plötzlich ist sie wieder ganz die perfekte Ermittlerin, die einzelgängerisch ihren Weg geht.“ Zum Film selber meint er: „Auch der Ausflug ins Mystery-Genre in den ersten Bildern, in denen es visuell gehörig wabert, ist kaum mehr als ein ästhetischer Kick. Die Kintopp-Effekte sind aber noch das Beste an diesem ‚Tatort‘, dessen Krimi-Plot nicht funktioniert, weil man ihm vor lauter Namen, denen keine Gesichter zugeordnet werden, und vor lauter nacherzählter Vorgeschichte nur schwer folgen kann. So bleiben die Ereignisse um den Mordfall lange Zeit ein Mysterium. Erst der Showdown (er)klärt die Dinge. Ein vordergründiger, nicht mehr als solider ‚Tatort‘, der eindeutig am Drehbuch krankt.“
Tilmann P. Gangloff stellt fest: „Krimi, Thriller, Mystery: alles drin in diesem ‚Tatort‘ aus Niedersachsen, dessen komplexe Geschichte so verwirrend erzählt wird, dass man genauso wenig durchblickt wie Kommissarin Lindholm. […] Neben der reizvollen filmischen Umsetzung von Lindholms alptraumhaften Visionen (Kamera: Hannes Hubach), die die Verwirrung der Hauptfigur durch entsprechende Verfremdungen illustriert, sorgen vor allem die Darsteller dafür, dass dieser ‚Tatort‘ aus Niedersachsen großes Vergnügen bereitet […][zumal] nahezu alle Figuren ein mehr oder weniger düsteres Geheimnis“ zu haben scheinen.
Bei faz.net schreibt Uwe Ebbinghaus zu diesem Tatort der sich „geschickt zwischen Mystery, Krimi und Groteske“ bewegt: „Auch wenn man in der verwirrenden Handlung immer wieder aufatmet, sobald Lindholm mit ihren Ermittlungen Licht in die Sache bringt - sympathischer wird einem die Kommissarin dabei nicht. Überheblich dirigiert sie ihre künstlich unterbelichtete dörfliche Mitwelt […] und legt dabei ein autoritäres Verhalten an den Tag, das man wohl als strategisches Gegengewicht zu den Alphaermittlern der anderen Sendeanstalten deuten kann. […] An der Logik der Handlung könnte man vieles aussetzen, und auch der Aufklärungsprozess am Schluss, bei dem die Erdgasvorkommen Niedersachsens allen Ernstes als Mordmotiv erwogen werden, ist mit realistischen Maßstäben kaum zu schlucken. Doch der Folge gelingt es, die richtige Dosis einer wohligen Rätselhaftigkeit zu verbreiten, die es dem Zuschauer ermöglicht, das Geschehen mit Spannung bis zum Schluss zu verfolgen.“
Josef Seitz bei Focus online sieht den Tatort, als „einen der unterhaltsamsten Sonntagskrimis seit Langem“ und man hat „versucht, ein höchst komplexes Beziehungsgeflecht aus Biogemüse, Drogenanbau und innerfamiliären Erbstreitigkeiten halbwegs zu ordnen.“
Kathrin Buchner bei Stern.de urteilt ernüchternd: „Die Handlung ist so krude wie der Aufbau [von Biogemüse], funktionieren doch Krimis eigentlich so: Erst wird eine Leiche gefunden, dann kommen die Ermittler. Bei der niedersächsischen Kommissarin Lindholm ist das anders: Die ist wie immer stur und dickköpfig und bleibt so lange an einem Ort, an dem sie Verbrechen wittert, bis es endlich einen oder gleich mehrere Tote gibt. Das macht die Geschichte langatmig und spannungsarm.“
Die Kritiker der Fernsehzeitschrift TV Spielfilm beurteilen diesem Tatort als „Abgründig.“